# Knuthenlund
Knuthenlund ist ein Herrenhaus auf Lolland. Es wurde 1729 in der Grafschaft Knuthenborg in Zusammenhang mit dem Exodus des Dorfes Bregekop errichtet. 1913 wurde das Gut von der Familie Knuth an den Molkereitechniker Hansen verkauft.

## Eigner
- (1729–1736) Adam Christopher von Knuth
- (1736–1747) Ida Margrethe Knuth, geb. Reventlow
- (1747–1776) Eggert Christopher von Knuth
- (1776–1808) Johan Heinrich Knuth
- (1808–1818) Frederik Knuth
- (1818–1856) Frederik Marcus Knuth
- (1856–1874) Eggert Christopher Knuth
- (1874–1888) Adam Wilhelm Knuth
- (1888–1913) Eggert Christopher Knuth
- (1913–1937) Jens Peter Herman Hansen
- (1937–1977) Morten Evald Hovmand-Hansen
- (1977–2000) Sten Hovmand-Hansen
- (2000–2006) Sten Hovmand-Hansen / Susanne Groth Hovmand-Simonsen
- (2006–2018) Susanne Groth Hovmand-Simonsen
- (2018–) Andreas und Gustav Erik Reventlow von Rosen

## Endnoten
1. ↑  Danmarks stednavne, Band 11, S. 47.